# Alain Pâris
Alain Pâris (* 22. November 1947 in Paris) ist ein französischer Dirigent und Musikwissenschaftler.

## Leben und Werk

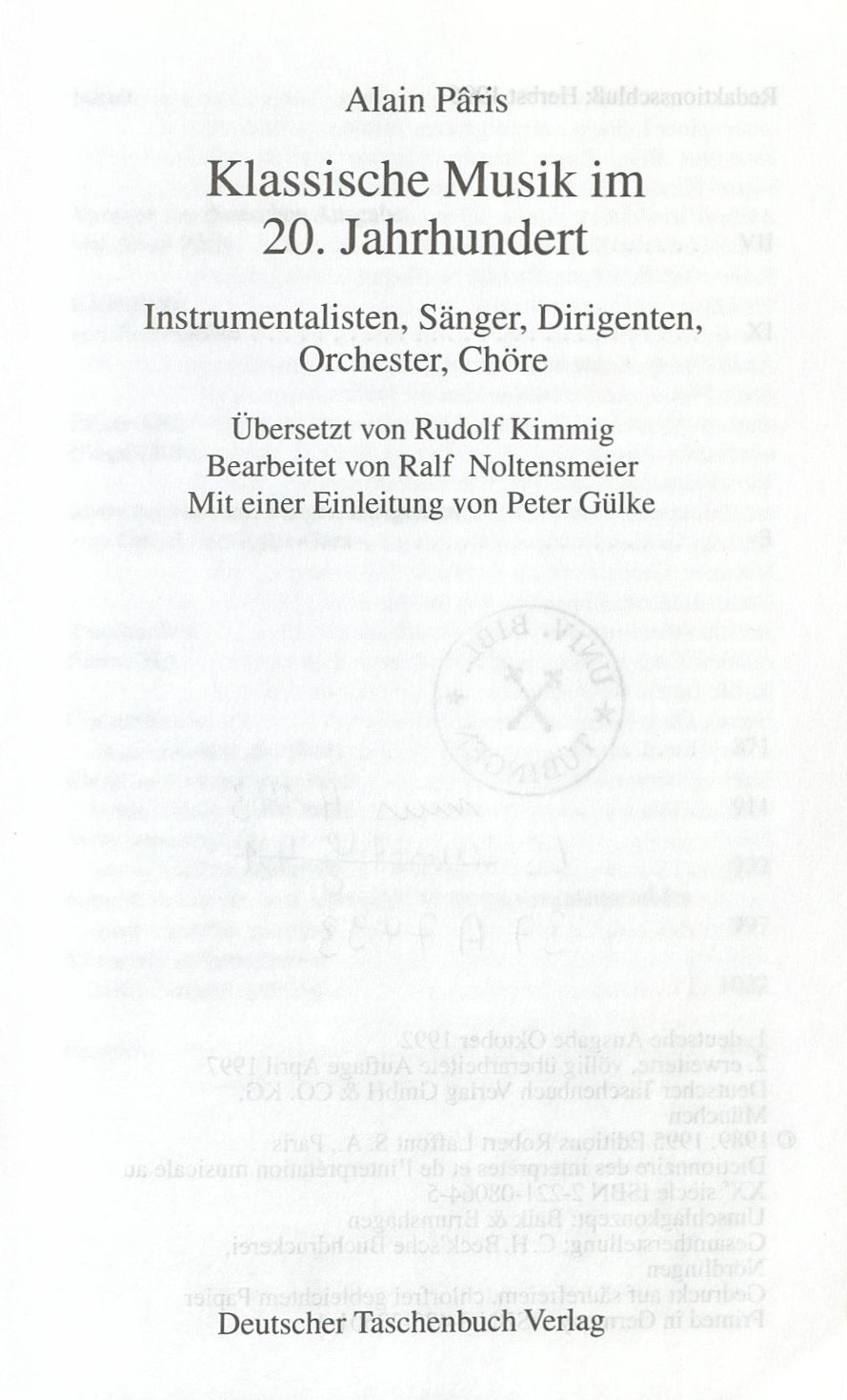
Klassische Musik im 20. Jahrhundert (1997)

Alain Pâris studierte in den 1960er Jahren an der Ecole Normale de Musique bei Pierre Dervaux in Paris Dirigieren. Bei Louis Fourestier in Nizza vervollkommnete er seine Fähigkeiten und Fertigkeiten als Dirigent. 1968 gewann er den ersten Preis beim Concurs international de Besançon.
In der Folge arbeitete er als freier Dirigent mit verschiedensten Orchestern zusammen. Er gründete 1980 das Ensemble à Vent de Paris. 1983 wurde er erster Kapellmeister an der Straßburger Opéra du Rhin. Ab 1987 wirkte er wieder als freier Dirigent. Von 1986 bis 1989 wirkte er als Professor für Orchesterleitung am Straßburger Konservatorium.
Pâris hat unter anderem das Musikinterpretenlexikon Klassische Musik im 20. Jahrhundert, Instrumentalisten, Sänger, Dirigenten, Orchester, Chöre (deutsche Ausgabe des originalen französischsprachigen Werkes) geschrieben.

## Schriften (Auswahl)
- Klassische Musik im 20. Jahrhundert. Instrumentalisten, Sänger, Dirigenten, Orchester, Chöre. Übersetzung Rudolf Kimmig. Bearbeitung Ralf Noltensmeier. Einleitung Peter Gülke. 2. Auflage. München: dtv, 1997